# صالح العلياني
صالح العلياني (25 مايو 1985 -) ممثل سعودي.

## أعماله

### من المسلسلات
- الحور العين.
- ماكو فكة.

### من الأفلام
- أنا والآخر.

## وصلات خارجية
- صالح العلياني على موقع قاعدة بيانات الأفلام العربية

- صفحة صالح العلياني على موقع الفيلم